# Stor mellemklassebil
En stor mellemklassebil (Bilsegment D) er den europæiske betegnelse for en bil, som er større end en lille mellemklassebil, men mindre end en øvre mellemklassebil. Modeller lavet af producenter af luksusbiler betegnes også som små luksusbiler, mens en MPV baseret på en stor mellemklassebil kaldes en stor MPV.

## Aktuelle modeller
- Audi A4
- Audi A5 Sportback
- BMW 3-serie
- Chevrolet Malibu
- Citroën C5
- Citroën DS5
- Ford Mondeo
- Honda Accord
- Hyundai i40
- Infiniti G
- Kia Optima
- Lexus IS
- Mazda6
- Mercedes-Benz C-klasse
- Opel Insignia
- Peugeot 508
- Renault Talisman
- Škoda Octavia
- Subaru Legacy
- Suzuki Kizashi
- Toyota Avensis
- Volvo S60
- Volvo V60